# Ленина песма
Ленина песма је песма са којом је Лена Стаменковић представљала Србију на Дечјој песми Евровизије 2015. године.
Музику компонује Леонтина, док текст пише Леонтина са Леном, а аранжман је урадио Душан Алагић.
Дана 11. октобра 2015. године, било је познато да је Радио-телевизија Србије интерно изабрала Ленину песму да представи Србију на Дечјој песми Евровизије 2015. године у Софији. У финалу је песма завршила на 7. месту са 76 поена.